# Mrenoga
Mrenoga (macedónul: Мренога) település Észak-Macedóniában, a Pelagonijai körzet Demir Hiszar-i járásában.

## Népesség
| Lakosok száma | 544  | 493  | 414  | 360  | 288  | 203  | 185  | 107  | 55   |
|               | 1948 | 1953 | 1961 | 1971 | 1981 | 1991 | 1994 | 2002 | 2021 |

2002-ben 107 lakosa volt, akik mindannyian macedónok.